# New Town (Royaume-Uni)
Pour les articles homonymes, voir Ville nouvelle et New Town.
New Town (littéralement Ville Nouvelle) désigne le modèle politico-urbain du XXe siècle développé au Royaume-Uni après la Seconde Guerre mondiale.
Les New Towns ont été enlevées du contrôle des autorités locales pour être placées sous la supervision de sociétés de développement et d'aménagement. Ces sociétés ont été ensuite démantelées à la faveur des pouvoirs locaux et, en Angleterre, d'une Commission des Villes nouvelles.

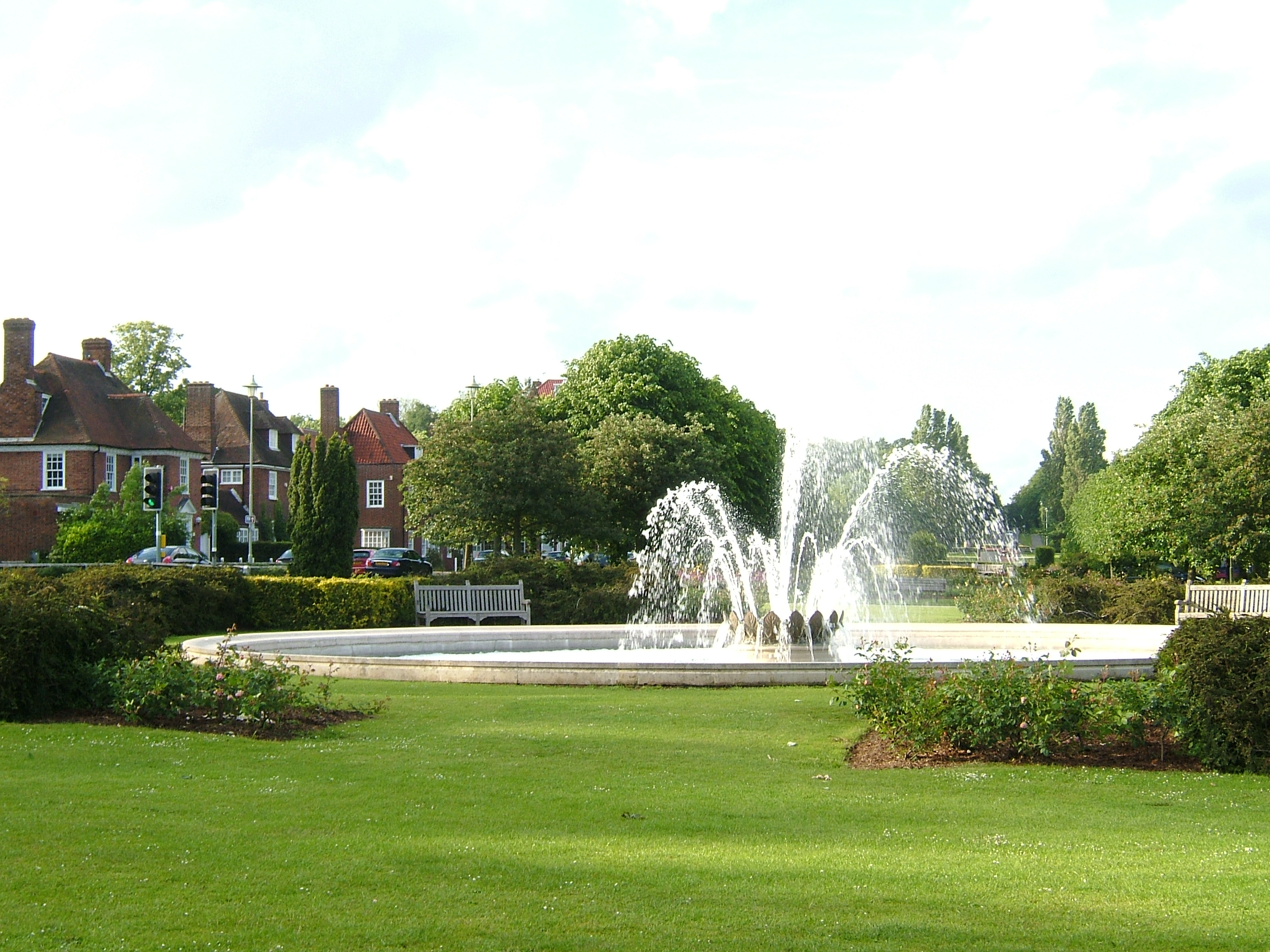
Welwyn Garden City, une des premières villes nouvelles.

## Caractéristiques
Leur aménagement repose sur un zonage rigoureux qui sépare les zones résidentielles, industrielles et de la zone centrale d'activités, et sur le groupement des résidences en unités de voisinage de 5 000 à 10 000 habitants, disposant de leurs propres équipements et d'un centre secondaire, séparées entre elles et des autres zones par de vastes ceintures vertes (les green belts).
Ce parti urbanistique garantit donc plusieurs points :
- l'indépendance par le zonage ;
- le goût de la nature par les espaces verts et les points de vue sur la campagne ;
- l'individualisme par la maison familiale.

En outre, « priorité est donnée aux problèmes de circulation pour que les autos roulent facilement et que les piétons puissent marcher en toute tranquillité. ».
Pour des raisons économiques, la construction du centre urbain (comportant le centre commercial et les bâtiments publics) est réalisée en fin de programme. Toutes les New Towns sont l'œuvre d'une société de développement créée par l'État, grâce à des prêts consentis par l'État mais remboursables en totalité.

## Histoire
Les New Towns sont les héritières des cités-jardins construites au début du XXe siècle à l'initiative d'Ebenezer Howard.
Elles constituent un axe essentiel du plan Abercrombie du Grand Londres de 1944, dont l'objectif est de lutter contre le surpeuplement des grandes villes et de permettre la rénovation des quartiers centraux insalubres : grâce à la création de villes nouvelles et au développement des villes existantes au-delà d'une ceinture verte, la population et les activités sont sorties de la ville centre.

### LeNew Towns Act
Le New Towns Act de 1946 répond à l'objectif : « d'établir un cadre de vie dans lequel les nouveaux citadins puissent jouir au maximum de confort, de calme et de liberté », et retient « trois principes :
- la New Town sera planifiée dans son ensemble : le centre, les quartiers résidentiels et d'activités sont disposés rationnellement et leurs équipements prévus pour une population dont le chiffre maximum est prévu au départ ;
- la construction de la ville incombera à une autorité unique, pour lutter contre la spéculation foncière ;
- refus de la cité dortoir et donc emploi sur place. »

### 1946 à 1950
La première vague de construction de New Town se mit en place à la suite du New Towns Act de 1946, dans le but de soulager la pénurie d'habitat causée par la Seconde Guerre mondiale. Elle prit principalement place dans la ceinture verte autour de Londres ; quelques sites sont aussi situés dans le Comté de Durham.

### 1961 à 1964
La seconde vague se fit pour apaiser les moins-values du logement. Deux de ces New Town (Redditch et Telford) sont situées dans les conurbations du West Midlands, deux autres (Runcorn et Skelmersdale) sont situées près de Merseyside.

### 1967 à 1970
La dernière vague de construction de New Town fut autorisée pour permettre une croissance additionnelle, plus au nord que les New Towns londoniennes précédentes, avec quelques développements entre Liverpool et Manchester. Dawley New Town devint Telford New Town avec une plus grande aire.
Aucune New Town n'a été officiellement créée depuis 1970.

## Liste par pays

### Angleterre
On dénombre 22 New Towns en Angleterre.

#### Première vague
- Stevenage (1er novembre 1946)[1]
- Crawley (9 janvier 1947)[1]
- Hemel Hempstead (4 février 1947)[1]
- Harlow (25 mars 1947)[1]
- Newton Aycliffe (19 avril 1947 sous le nom de Aycliffe New Town)[1]
- Peterlee (10 mars 1948, sous le nom de Easington New Town)[1]
- Welwyn et Hatfield (20 mai 1948)[1]
- Basildon, Essex (4 janvier 1949)[1]
- Bracknell (17 juin 1949)[1]
- Corby (1er avril 1950)[1]

#### Deuxième vague
- Skelmersdale (9 octobre 1961)[1]
- Dawley New Town (16 janvier 1963)[1]
- Redditch et Runcorn (10 avril 1964)[1]
- Washington (24 juillet 1964)[1]

Cramlington et Killingworth furent construites dans les années 1960 par les autorités locales, mais ne sont pas des New Town.

#### Troisième vague
- Milton Keynes (23 janvier 1967)[1]
- Peterborough (21 juillet 1967)[1]
- Northampton (14 février 1968)[1]
- Warrington (26 avril 1968)[1]
- Telford (29 novembre 1968)[1]
- Central Lancashire (16 mars 1970)[1]

#### Développements contemporains
- Cambourne
- Northstowe (planifiée)
- Poundbury
- Wixams (depuis 2007)

### Pays de Galles
Deux New Towns ont été créées au Pays de Galles :
- Cwmbran (4 novembre 1949)[1]
- Newtown (18 décembre 1967)[1]

### Écosse
Cinq New Towns ont été mises sur pied en Écosse :
- East Kilbride (6 mai 1947)[2]
- Glenrothes (30 juin 1948)[2]
- Cumbernauld (9 décembre 1955)[2] (étendue le 19 mars 1973)[2]
- Livingston (16 avril 1962)[2]
- Irvine (9 novembre 1966)[2]

Celle de Stonehouse (17 juillet 1973) n'a jamais été construite. Deux autres sont planifiées : Ravenscraig et Tornagrain.

### Irlande du Nord
Deux New Towns ont vu le jour en Irlande du Nord, chacun se basant sur un règlement particulier :
- Craigavon (26 juillet 1965)[3]
- Londonderry (5 février 1969)[4]

#### Craigavon (1965)
Le New Towns Act de 1965 donne au ministre du Développement du gouvernement d'Irlande du Nord le pouvoir de désigner comme New Town un territoire, et de mettre en place une commission de Développement. Un ordre peut être fait pour transférer les fonctions municipales de tout ou une partie de n'importe quelle autorité locale à la commission, qui prend alors le titre additionnel de conseil de district urbain, même si elle n'a pas été élue. Cela a été le cas à Craigavon.

#### Londonderry (1969)
Le New Towns Amendment Act de 1968 a été voté pour autoriser le développement d'une commission de développement de Londonderry, pour remplacer le comté Borough et le district rural de Londonderry et implémenter le Londonderry Area Plan. Le 3 avril 1969, la commission de développement prend les fonctions municipales des deux conseils, et la zone prend le nom de Londonderry urban district.

### Héritage
Le 13 mai 2007, Gordon Brown, qui allait en juin de la même année devenir premier ministre du Royaume-Uni, a annoncé qu'il désignerait cinq nouvelles eco-towns pour combler la demande en habitations bon-marché. Ces villes, d'environ 20 000 habitants chacune, sont prévues pour avoir un bilan carbone nul et utiliser des sources d'énergie renouvelable locales. Un seul site a été désigné lors de l'annoncement : celui de Oakington Barracks dans Cambridgeshire.